# سيف ميازاوا
سيف ميازاوا (باليابانية: 宮澤佐江) هي مغنية وممثلة يابانية، ولدت في 13 أغسطس 1990 بطوكيو في اليابان.

## وصلات خارجية
- سيف ميازاوا على موقع IMDb (الإنجليزية)
- سيف ميازاوا على موقع ميوزك برينز (الإنجليزية)
- سيف ميازاوا على موقع ديسكوغز (الإنجليزية)
- سيف ميازاوا على موقع قاعدة بيانات الفيلم (الإنجليزية)